# 金子麻友美
金子 麻友美（かねこ まゆみ、1988年 - ）は、日本の作曲家、作詞家。株式会社ハイキックエンタテインメント所属

## 略歴
高校時代から音楽活動を始め、様々なコンクールで入賞。2011年12月にミニアルバム『金子麻友美』を自主制作でリリース、2015年8月にフルアルバム『はじまるマジカル』をディスクユニオン傘下のレーベルからリリース。2016年6月にソロとしてのライブ活動を終了、参加していたユニット「僕とジョルジュ」の2017年11月のワンマンライブを最後にすべてのライブ活動を停止。2012年から開始され2016年から本格化していた外部への作品提供に完全に主軸を置き、名実ともにプロの職業音楽家となる。2019年に関わった作品は29曲に及ぶ。

## 個人作品

### アルバム
- 『金子麻友美』（2011年12月7日、トキハナレコード、カタログNo.TKHN-01）
- 『はじまるマジカル』（2015年8月5日、MY BEST! RECORDS、カタログNo.MYRD-89）

### シングル
- 『Glimmer of Light』（2011年8月13日、『ほんとう』の英語歌詞バージョン、英訳：エイブル駿乃介、配信限定）
- 『マジカル・パンダ・パレード』 作詞・歌唱 (2014年8月17日、「金子麻友美と眠遊たん」名義、CD-R)
- 『壁☆LOVE DAYS』(2014年12月30日、CD-R)

### 単発作品（未音源化/コンピレーションなどに収録)
- 『まだ信じない』（2014年7月24日発売 コンピレーションアルバム『僕たちの大好きなお店 Thank You! Fripp Music』収録）
- 『かけがえのない君』2014年 岩下食品の岩下の新生姜Sing＆Playコンテスト、第一回グランプリ作品[3]（2015年7月18日 岩下の新生姜ミュージアムに於いて販売されている『はじまるマジカル』の特典CD-Rに収録）
- 『熱量と文字数』『みえないところ』 (2015年6月3日～ ポッドキャスト『熱量と文字数』OP&ED[4])
- 『にんじゃでなにがわるいんじゃ』（2015年6月23日 YouTube 『ダンボールで「鯉Carp」をつくる！赤にんじゃの工作 AKANINJA's KOUSAKU』[5]）

### 映画関連（作曲・演奏・コーラス・歌唱など）
- 『サウダーヂ』（2011年）空族
  - 劇伴作曲のほか、1stアルバムから『ほんとう』が挿入歌として利用される
- 『バビロン2 -THE OZAWA- 』（2012年）空族
  - Babylon Bandの項参照
- 『バンコクナイツ 』（2017年）空族
  - Babylon Bandの項参照
- 『いつかのピクニック』(2012年）
  - 劇伴作曲・演奏

#### その他 参加作品
- TVアニメ『Wake Up, Gilrs！新章』 第3話挿入歌「Dream」：歌唱（2017年）
- 高木さん（CV:高橋李依）『「からかい上手の高木さん２」Cover Song Collection』（2019/9/25発売）に於いて、 「奏（かなで）」「粉雪」「キセキ」「ありがとう」「ＳＴＡＲＳ」「あなたに」「やさしい気持ち」「100万回の『I love you』」 にコーラス参加
- 『＃コロちゃんフェス』テーマソング「夏休みが来るまえに」（2020/2/26配信）：コーラス
- 『ミニアルバム 魔進戦隊キラメイジャー(1)』収録 ヨドミヒメ(大和田南那)「ヨドミヒメの歌」(2020/6/10発売)：コーラス

## ユニット／作品

### Babylon Band
空族製作映画『BABYLON 2 -  THE OZAWA』サウンドトラックのためのユニット。作曲、作詞、歌唱、演奏を担当。
- 『EXILE of BABYLON』 (2012年 Kuzoku/Atlier Himawari)
  - このアルバムに収録されている金子歌唱曲「The Song of an Angel」が、同じく空族作品『Bangkok Nites』(2016)で再利用、サウンドトラックアルバムにも再収録されている。

### トキハナ
死んだ僕の彼女のドラマー/絵本作家のくにいともあきとの、2013年結成のアコースティックプログレッシブオルタナティブフォークユニット。ギター、作曲、作詞、歌唱を担当。
- 『トキハナ』（2016年7月 くにいともあき『のぼれぼしさま』原画展にて、『のぼれぼしさま』購入者特典としてCD-Rで配布。非売品[7])

### ねむみのまつり
しずくだうみとのユニット。2014年12月「金子だうみユニット(仮)」の仮称から開始、2015年9月までライブのみの活動。

### 僕とジョルジュ
姫乃たまのセルフプロデュースユニット。作曲、キーボード/コーラスを担当。
2017年11月18日 岩下の新生姜ミュージアムに於ける公演以後、ステージには上がっていない。
- 『僕とジョルジュ』（2015年8月15日、MY BEST! RECORDS、カタログNo.MYRD-90）
- 『恋のすゝめ  c/w 変な恋』（2016年11月23日、MY BEST! RECORDS、カタログNo.MYRD-99 /『僕とジョルジュ』からの7インチシングルカット、B面カップリング曲が金子作曲作品））
- 『僕とジョルジュ２』（2017年02月08日、MY BEST! RECORDS、カタログNo.MYRD-107）
- 『僕とジョルジュ２.５』（2017年02月08日、MY BEST! RECORDS、カタログNo.MYRD-103）
- 『2月生まれ  c/w わたしはちょっと』（2017年9月6日、MY BEST! RECORDS、カタログNo.MYRD-120 /『僕とジョルジュ２』からの7インチシングルカット、B面カップリング曲が金子作曲作品）

## かねこ1日1曲／あなたにぴったりCD-R
2014年11月1日から1日1曲を制作・録音し、SoundCloudにアップしていた企画。現在SoundCloudからは削除済み。その後「あなたにぴったりCD-R」としてライブ物販に於ける1曲(1枚)200円でのCD-R販売へ展開される。No.61, No.62はCD-Rのみ。
| 発表日     | 番号・タイトル                                      |
| ---------- | --------------------------------------------------- |
| 2014/11/1  | No.01 自転車おじいちゃん                            |
| 2014/11/2  | No.02 床暖房の歌                                    |
| 2014/11/3  | No.03 森インストゥルメンタル                        |
| 2014/11/4  | No.04 シンガポールのあいつ                          |
| 2014/11/5  | No.05 海と泡                                        |
| 2014/11/6  | No.06 TSU●AYAブルース                               |
| 2014/11/7  | No.07 エスニック感                                  |
| 2014/11/8  | No.08 このキャラクターの自己紹介                    |
| 2014/11/9  | No.09 ピアノゆったり 寝る前音楽                     |
| 2014/11/10 | No.10 グレープフルーツ                              |
| 2014/11/11 | No.11 11月11日は、あの日！                          |
| 2014/11/12 | No.12 ポッキーのうた リベンジ！                     |
| 2014/11/13 | No.13エレピゆったりすこしさみしげ                   |
| 2014/11/14 | No.14 アコギ、鳥が飛んでいる感じ。                  |
| 2014/11/15 | No.15 アコギゆったり 思い出感あるソング！           |
| 2014/11/16 | No.16 ひさしぶりにベース                            |
| 2014/11/17 | No.17 新宿歌舞伎町のさみしい歌                      |
| 2014/11/18 | No.18 冬っぽさありオルゴール                        |
| 2014/11/19 | No.19 懐かしい系 映画サントラ風                     |
| 2014/11/20 | No.20 雨の日 揺らぎエレピ                           |
| 2014/11/21 | No.21ゲーム音楽系しっとり曲                         |
| 2014/11/22 | No.22 ピンポンエレクトリック                        |
| 2014/11/23 | No.23 なんちゃってミニマルミュージック              |
| 2014/11/24 | No.24 ピアノの練習曲風                              |
| 2014/11/25 | No.25 歌モノ系ピアノインスト                        |
| 2014/11/26 | No.26 ラジオのジングル風                            |
| 2014/11/27 | No.27 最近ゾンビーズを聞いています                  |
| 2014/11/28 | No.28 昔のゲーム風                                  |
| 2014/11/29 | No.29 コーラスがかかったオルゴール 冬感プラス       |
| 2014/11/30 | No.30 鏡のうた（南青山ルナでライブ中即興で作成）    |
| 2014/12/1  | No.31 お散歩風クラビ                                |
| 2014/12/2  | No.32 初登場 パイプオルガン                         |
| 2014/12/3  | No.33 インフルエンザの予防接種                      |
| 2014/12/4  | No.34 後悔していること                              |
| 2014/12/5  | No.35 目覚めミニマル感                              |
| 2014/12/6  | No.36 ナンセンスラブレターさんのライブで1曲歌うよ～ |
| 2014/12/7  | No.37 楽しかったけどいまさみしい。                  |
| 2014/12/8  | No,38 ピアノ静かなおやすみ音楽                      |
| 2014/12/9  | No.39 10秒の呼び出し音                              |
| 2014/12/10 | No.40 どこかへ迷い込んだ雰囲気                      |
| 2014/12/11 | No.41 今日も今日とて10秒ソング                      |
| 2014/12/12 | No.42 オンコードたち Jpopサビ風                     |
| 2014/12/13 | No.43 冬の思い出                                    |
| 2014/12/14 | No.44 お詫び申し上げます                            |
| 2014/12/15 | No.45 お詫び申し上げますその２                      |
| 2014/12/16 | No.46 最近の抱負                                    |
| 2014/12/17 | No.47 カバー曲『恋人たち』(マーライオン）           |
| 2014/12/31 | No.48-52 年末感                                     |
| 2015/1/1   | No.53-55 年始感                                     |
| 2015/1/2   | No.56 神さま感                                      |
| 2015/1/4   | No.57 Gentleman                                     |
| 2015/1/5   | No.58 Maverick                                      |
| 2015/1/18  | No.59 ふー。                                        |
| 2015/1/20  | No.60 一番好きな食べ物                              |
| CD-Rのみ   | No.61 マスキングテープのうた                        |
| CD-Rのみ   | No.62 女子会ソング～                                |

## テレビ／ラジオ出演
・2016/10/8 日本テレビ｢シューイチ」
「岩下の新生姜ミュージアム特集」で同会場に於ける金子ソロライブより「私たちは話していた」を放送。
・2020/7/4・7/11 TBSテレビ「開運音楽堂」
「TOWAKOミーティング」に久下真音（声のみ）と出演。
・2020/8/31 インターネットラジオステーション音泉「富田美憂・前田佳織里の “調査のご依頼、お待ちしてます！”」

## 外部提供作品
| リリース日 | 曲名                               | アーティスト                                                         | 担当               | 関係情報 |
| ---------- | ---------------------------------- | -------------------------------------------------------------------- | ------------------ | --- |
| 2012/05/02 | 純情サテライト                     | AKBN0                                                                | 共作曲・共作詞     | Uzu Otono名義 |
| 2014/12/13 | 全部！全部！全部！                 | スルースキルズ                                                       | 作曲・作詞         | シングル「爆走せんべいガール/全部！全部！全部！」に収録 |
| 2014/12/20 | 愛のワルツ                         | スリ・ヤムヒ・アンド・ザ・バビロン・バンド                           | 作詞・作曲         | |
| 2015/6/24  | 恋のトロイカ                       | 遊佐春菜                                                             | 作曲               | |
| 2015/6/24  | 会いたくなったら                   | 遊佐春菜                                                             | 作曲・編曲         | |
| 2015/6/24  | 川べりのうた                       | 遊佐春菜                                                             | 作曲・編曲         | |
| 2015/6/24  | 夜の足音                           | 遊佐春菜                                                             | 作編曲             | |
| 2015/7/22  | ハルカカナタ                       | 内田彩                                                               | 作曲・作詞         | |
| 2016/2/10  | 笑わないで                         | 内田彩                                                               | 作曲・作詞         | |
| 2016/04/03 | ありがとう、届け！                 | ドリフトエンジェルス                                                 | 作曲・共作詞       | シングル「ありがとう、届け！」に収録 2017/4/12発売「Stand Up！」に2017 verが、2019/4/17発売「Happy Birthday」に2019 verが各々収録 |
| 2016/09/07 | 青春は残酷じゃない                 | 花江夏樹                                                             | 作曲・作詞         | テレビアニメ「斉木楠雄のΨ難」第一期前半OP曲 |
| 2016/09/28 | snuggery                           | 久海菜々美 (CV: 山下七海)                                            | 作曲               | |
| 2016/11/09 | こころ                             | 花江夏樹                                                             | 作曲・作詞         | テレビアニメ「斉木楠雄のΨ難」第一期後半ED曲 |
| 2016/11/09 | トクベツ                           | 花江夏樹                                                             | 作曲・作詞         | |
| 2016/11/16 | 空っぽのパペット                   | 山崎エリイ                                                           | 作曲・作詞         | |
| 2016/11/26 | ブラッディ・ムーン                 | 海藤瞬（CV:島﨑信長）                                                | 補詞               | |
| 2016/11/26 | エンジェルウインク                 | 照橋心美 (CV: 茅野愛衣)                                              | 補詞               | |
| 2017/01/11 | 夜明けの恋                         | 村川梨衣                                                             | 作曲・作詞         | |
| 2017/03/08 | 連れ去って・閉じ込めて・好きにして | ダクネス (CV.茅野愛衣)                                               | 作詞               | |
| 2017/03/22 | Green Fairy                        | カーバンクル(CV.吉田有里/芹澤優/近藤唯)                              | 作詞               | |
| 2017/03/22 | 我武者羅彡ガール                   | ミカリナ(CV.赤﨑千夏/東山奈央)                                       | 作詞               | |
| 2017/04/14 | Stand Up !                         | ドリフトエンジェルス2017                                             | 共作詞             | シングル「Stand Up！」に収録 2018/4/18発売「Winning Girl」に2018 verが、2019/4/17発売「Happy Birthday」に2019 verが各々収録 |
| 2017/05/10 | ミックスジュース                   | たこやきレインボー                                                   | 作曲・作詞         | シングル「RAINBOW ~私は私やねんから~(ミックスジュースVer.)」に収録 |
| 2017/05/24 | カーテン                           | Machico                                                              | 作詞               | アルバム「SOL」に収録 |
| 2017/08/16 | 全力クリームソーダ                 | 間々野夢与 (CV.井上ほの花)                                           | 作詞               | 「TVアニメ『笑ゥせぇるすまんNEW』 オリジナル・サウンドトラック」に収録 |
| 2017/08/16 | 渚の予感                           | 間々野亜里 (CV.井上喜久子)                                           | 作詞               | 同上 |
| 2017/08/30 | IZA！                              | YOANI1年C組                                                          | 共作曲・作詞       | 代々木アニメーション学院 CM曲 テレビ東京系 「じっくり聞いタロウ」 ED曲 |
| 2017/09/13 | Close to You                       | 内田彩                                                               | 作曲・作詞         | アルバム「ICE CREAM GIRL」に収録 |
| 2017/09/13 | Ordinary                           | 内田彩                                                               | 作詞               | 同上 |
| 2017/10/11 | Moonlight                          | 伊藤美来                                                             | 作詞               | アルバム「水彩~aquaveil~」に収録 |
| 2017/11/08 | Dream Collection                   | Ra*bits                                                              | 作曲・作詞         | シングル「 あんさんぶるスターズ! ユニットソングCD 3rdシリーズ vol.7 」に収録 |
| 2017/11/22 | サヨナラよりも伝えたかったこと     | 城南海                                                               | 作曲               | BSジャパン 火曜ドラマ「池波正太郎時代劇 光と影」主題歌 |
| 2017/12/02 | オキラクゴクラクガール             | おとめボタン                                                         | 作曲               | シングル「オキラクゴクラクガール」に収録 |
| 2017/12/06 | 泣き顔笑顔                         | あゆみくりかまき                                                     | 作詞               | シングル「反抗声明」に収録 |
| 2018/02/21 | 守りたいもののために               | 伊藤美来                                                             | 作曲・作詞         | シングル「守りたいもののために」に収録 テレビアニメ「りゅうおうのおしごと!」ED曲 |
| 2018/02/21 | あの日の夢                         | 伊藤美来                                                             | 作曲・作詞         | シングル「守りたいもののために」に収録 テレビアニメ「りゅうおうのおしごと!」第7局ED曲 2018/5/30発売「りゅうおうのおしごと！」ブルーレイ Vol.3 キャラクターソングCD(2)に歌/清滝桂香(CV:茅野愛衣)で収録                                 |
| 2018/02/28 | Graceful                           | 村川梨衣                                                             | 作詞               | アルバム「RiESiNFONiA」に収録 |
| 2018/03/21 | 急なロマンティック                 | 桜エビ〜ず                                                           | 共作曲・作詞       | アルバム「sakuraebis」に収録 |
| 2018/03/28 | 未来トレイル                       | あゆみくりかまき                                                     | 作詞               | アルバム「大逆襲」に収録 |
| 2018/04/20 | Beyond The Destiny                 | 鈴木このみ                                                           | 作詞               | 中国スマホアプリ「奥拉索斯战纪(ヴァリアントフォース)」主題歌 中国のみで配信・購入可能 |
| 2018/04/25 | やくそくのうた                     | フンボルトペンギン(CV:築田行子)                                      | 作曲・作詞         | テレビアニメ「けものフレンズ」内アイドルユニット PPP (Penguins Performance Project) |
| 2018/04/25 | 和倉のあいの物語                   | 雛鶴隆(CV:水木一郎)＆雛鶴亜希奈(CV:堀江美都子)                       | 作詞               | テレビアニメ「りゅうおうのおしごと!」ブルーレイVol.2 初回限定版特典 キャラクターソングCD(1) 収録 2018/10/24発売 水木一郎歌手デビュー50周年アルバム「Just my life」に収録 2019/04/24発売 堀江美都子「平成の堀江美都子」に収録          |
| 2018/05/09 | Sweet Little Journey               | 内田彩                                                               | 作詞               | シングル「So Happy」に収録 |
| 2018/06/01 | 冒険者                             | -                                                                    | 作詞               | 小学生向け合唱曲 |
| 2018/08/01 | ダサくなきゃ信じない               | ロッカジャポニカ                                                     | 作詞・共作曲       | シングル「最the高」に収録 |
| 2018/08/07 | Seek                               | CAO                                                                  | 作詞               | 中国大陸にて配信のスマホゲーム「電撃文庫：零境交錯」挿入歌。2018/12/20より台湾、香港、マカオ向けにも配信開始。 |
| 2018/08/22 | Starlight                          | 山崎エリイ                                                           | 作詞・作曲         | シングル「Starlight」に収録 テレビアニメ「七星のスバル」ED曲 |
| 2018/08/22 | Steady                             | 山崎エリイ                                                           | 作詞・作曲         | シングル「Starlight」に収録 |
| 2018/09/26 | Lasting Memories                   | 御原凛音(CV:田村ゆかり)                                              | 作詞・作曲         | テレビアニメ「ISLAND」挿入曲。同アニメサウンドトラックに収録。 |
| 2018/10/29 | Try Again                          | 碓氷咲月(CV:鬼頭明里)                                                | 作詞・作曲         | テレビアニメ「七星のスバル」 ブルーレイ vol.2 特典CDに収録。 |
| 2018/11/28 | 君との羽                           | 優木かな                                                             | 作詞               | シングル「Be yoursefl !」に収録 |
| 2018/12/05 | Wi-Fi ゴーラウンド                 | Wi-Fi-5                                                              | 作詞               | シングル「マイクロコスモス」に収録 |
| 2019/01/16 | マイペース・サイエンス             | 上野（芹澤優）、田中（田中あいみ）、山下（影山灯）                   | 作詞               | テレビアニメ「上野さんは不器用」ED曲（第2話・第3話)・配信のみの販売。 2019/3/27に発売の同アニメEDテーマ集アルバムにフル収録、および同日発売の同アニメサウンドトラックにTVサイズ収録。                                                 |
| 2019/01/30 | ずっとそばで...                    | 伏見弓弦(CV:橋本晃太朗）                                             | 作詞               | アルバム「あんさんぶるスターズ!アルバムシリーズ fine」に収録 |
| 2019/01/30 | 永久♡シュガー♡トリップ             | ディア☆                                                              | 共作曲             | ダウンロードコード付きコースター形態 ディアステージおよびリリースイベントのみで販売 |
| 2019/03/06 | Sign                               | 内田彩                                                               | 作詞               | シングル「Sign/Candy Flavor」に収録 テレビアニメ「五等分の花嫁」ED曲 |
| 2019/03/11 | 不器用センセーション               | 上野（芹沢優）                                                       | 作詞・作曲         | テレビアニメ「上野さんは不器用」ED曲（第10話・第11話)・配信のみの販売。 2019/3/27に発売のアニメEDテーマ集アルバムにフル収録、および同日発売の同アニメサウンドトラックにTVサイズ収録。                                                 |
| 2019/03/26 | 心のふりこ                         | 上野（芹沢優）                                                       | 作詞               | テレビアニメ「上野さんは不器用」ED曲（第12話)・配信のみの販売。 2019/3/27に発売のアニメEDテーマ集アルバムにフル収録、および同日発売の同アニメサウンドトラックにTVサイズ収録。                                                         |
| 2019/04/17 | 眠れない魔物                       | 上坂すみれ                                                           | 共作曲             | シングル「ボン♡キュッ♡ボンは彼のモノ♡」に収録 |
| 2019/04/17 | スタートボタン                     | Kore:ct                                                              | 作詞               | シングル「ステンダ」依澄ちの盤・白田ましろ盤に収録 |
| 2019/04/17 | Dramatic Night                     | Hi!Superb                                                            | 作詞               | シングル「Brave Rejection」に収録 |
| 2019/05/22 | アルティメット☆MAGIC               | i☆Ris                                                                | 共作詞             | シングル「アルティメット☆MAGIC」に収録 テレビアニメ 「賢者の孫」 OPテーマ |
| 2019/05/29 | ケペルパスペル                     | カルデナ(田中れいな)、フィータ(小林れい)                             | 作詞・作曲         | テレビ「騎士竜戦隊リュウソウジャー」キャラクターソング ミニアルバム「騎士竜戦隊リュウソウジャー（１）」に収録 |
| 2019/06/10 | Before Dawn                        | 超特急                                                               | 作詞               | シングル「Hey Hey Hey(KAIセンター盤)」に収録 |
| 2019/06/19 | 桜なんか嫌いだ                     | ザ・コインロッカーズ                                                 | 共作曲             | シングル「憂鬱な空が好きなんだ」初回限定盤B に収録 |
| 2019/06/26 | 星たちへのワルツ                   | 優木かな                                                             | 共作詞             | ミニアルバム「心の花が咲き終わる前に」に収録 |
| 2019/06/26 | Unlimited                          | 優木かな                                                             | 作詞               | 同上 |
| 2019/06/26 | Over The Rainbow                   | 優木かな                                                             | 作詞               | 同上 |
| 2019/06/26 | モノクローム・フラワー             | 優木かな                                                             | 共作詞             | 同上 |
| 2019/08/26 | 笑顔コレクション                   | Kore:ct                                                              | 作詞               | 2019/7/12～2019/7/26の販売（入金）期間限定で、リミスタよりデモCDとして発売。 その後、2019/8/26に「Kore:ct」ではなく「依澄ちの, 白田ましろ, 人間一号, 水乃ゆうる, 人間一号, 恋遙ひより & 現実りずむ」名義で配信限定発売。              |
| 2019/09/09 | ドロドロ・シンドローム             | クレオン（CV:白石涼子）                                              | 作詞               | テレビ「騎士竜戦隊リュウソウジャー」キャラクターソング 2019/09/09配信リリース |
| 2019/09/18 | いまひとたび                       | 小野小町                                                             | 作詞・共作曲       | シングル「伝説小町」パターンA・パターンCに収録 |
| 2019/10/04 | それ、ちょうだい                   | ちく☆たむ（築田行子＆田村響華）                                      | 作詞               | 松竹お化け屋本舗 東京タワーお化け屋敷第五弾『KICHIRI いしがまやハンバーグ presents ～お顔をちょうだい～老婆の呪面（じゅめん）』の公式応援ソング（開催期間：2019年7月20日（土）～9月1日（日）） ミニアルバム「ハイパートライ！」に収録 |
| 2019/10/30 | そう MANY! リュウソウル            | Sister MAYO                                                          | 作詞・共作曲       | テレビ「騎士竜戦隊リュウソウジャー ミニアルバム 2」収録 |
| 2019/11/03 | ゴジゴジちびゴジラ                 | 金子麻友美                                                           | 共作詞・作曲・歌唱 | 配信限定シングル ちびゴジラ テーマソング |
| 2019/11/13 | Present Moment                     | 富田美憂                                                             | 作詞               | TVアニメ「放課後さいころ倶楽部」オープニングテーマ |
| 2019/11/27 | グロー                             | 内田彩                                                               | 作詞               | アルバム「Ephemera」収録 |
| 2019/11/27 | Our Wind                           | 内田彩                                                               | 作詞               | アルバム「Ephemera」収録 |
| 2019/11/30 | 桜の街                             | 小関裕太 甲斐翔真                                                    | 作詞               | アルバム「15 th Anniversary SUPER HANDSOME COLLECTION 「JUMP↑」」収録 |
| 2019/12/11 | Corazon                            | キタコレ                                                             | 作詞               | シングル「Corazon」リード曲 |
| 2019/12/11 | 全然、かまわない                   | m@e                                                                  | 作詞・作曲         | 配信アルバム「はんなりある。」収録 |
| 2020/01/10 | Carry On                           | yukaDD(;´∀｀)                                                        | 共作詞             | 配信シングル。映画『シグナル100』主題歌 |
| 2020/01/29 | ふわっと                           | 和氣あず未                                                           | 作詞               | 両A面シングル「ふわっと／シトラス」収録 |
| 2020/02/05 | 白幻                               | ael-アエル-                                                          | 作詞               | シングル｢白幻」リード曲 |
| 2020/02/12 | これからも五等分                   | 中野家の五つ子（花澤香菜・竹達彩奈・伊藤美来・佐倉綾音・水瀬いのり） | 作詞・作曲         | TVアニメ『五等分の花嫁』キャラクターソング 2020/02/12 配信先行リリース 2020/03/04 CDリリース |
| 2020/03/25 | 123!                               | ARCANA PROJECT                                                       | 作詞               | シングル「ACE of WANDS」収録 |
| 2020/03/25 | Who is the King？                  | B-PROJECT                                                            | 作詞               | シングル「KING of CASTE～Bird in the Cage～」リード曲 |
| 2020/04/08 | ハロー、ブランニューミー           | 手羽先センセーション                                                 | 作詞               | 1stアルバム「行く先、手羽先」収録 |
| 2020/04/08 | 満開サクライロ                     | 手羽先センセーション                                                 | 作詞               | 同上 |
| 2020/06/01 | NEXT STORY                         | 宇佐美えり                                                           | 共作詞             | 数量限定・予約販売シングル「NEXT STORY」リード曲 |
| 2020/07/08 | Over                               | ばってん少女隊                                                       | 作詞・作曲         | 配信リリース |
| 2020/08/26 | タオルを回すための歌               | PiXMiX                                                               | 作詞・共作曲       | シングル「タオルを回すための歌」リード曲 |
| 2020/08/28 | Only Have Love For You             | yukaDD(;´∀｀)                                                        | 共作詞             | 配信シングル |
| 2020/09/23 | クリスタル・シグナル               | マブシーナ（CV:水瀬いのり）                                          | 作詞・共作曲       | テレビ「魔進戦隊キラメイジャー」キャクターソング 「ミニアルバム 魔進戦隊キラメイジャー（２）」収録 |
| 2020/10/14 | 悠幻                               | ael-アエル-                                                          | 作詞               | シングル「悠幻」リード曲 |
| 2020/10/14 | ユズリハ                           | ael-アエル-                                                          | 作詞               | シングル「悠幻」通常盤に収録 |
| 2020/12/16 | TOBI-DERO！                        | 樋口楓                                                               | 作詞               | アルバム「AIM」収録 |
| 2021/02/03 | 卒業レールウェイ                   | PiXMiX                                                               | 作詞・共作曲       | アルバム「君がいたから」リード曲 |
| 2021/04/07 | 夢幻                               | ael-アエル-                                                          | 作詞               | シングル「夢幻」リード曲 |
| 2021/6/30  | Letter                             | 富田美憂                                                             | 作曲               | 1stアルバム『Prologue』収録 |
| 2021/07/28 | Shining City Lights                | ukka                                                                 | 作詞・共作曲       | ミニアルバム「T.O.N.E」収録 |
| 2021/10/27 | 夢は何歳まで?                      | 日向坂46                                                             | 共作曲             | シングル「ってか」収録 |
| 2021/12/01 | SNS WORLD                          | HKT48                                                                | 共作曲             | アルバム「アウトスタンディング」収録 |
| 2022/01/26 | Ready Set Go!!                     | 亜咲花                                                               | 共作曲             | シングル「Ready Set Go!!」表題曲 テレビアニメ『賢者の弟子を名乗る賢者』オープニングテーマ |
| 2022/11/16 | コリオリ                           | ukka                                                                 | 作詞               | ミニアルバム「青春小節」収録 |
| 2023/03/29 | キララ・スマイル                   | 吉良きらら（和泉風花）                                               | 作詞・共作曲       | テレビ「暴太郎戦隊ドンブラザーズ」挿入歌 アルバム「暴太郎戦隊ドンブラザーズ 全曲集」収録 |
| 2023/03/29 | 君はいちばん星 (推し)              | ましましゅろん                                                       | 作詞               | ドラマCD「ジーンのいじわる」主題歌 |
| 2023/11/08 | 運命じゃなかった                   | 内田彩                                                               | 作詞               | アルバム「MUSIC」収録 |
| 2023/11/29 | NEW STAR                           | n.SSign                                                              | 日本語詞           | シングル「NEW STAR」収録 |
| 2024/1/31  | 果てのない旅                       | 鈴木愛奈                                                             | 作詞               | シングル「果てのない旅」に収録 |
| 2024/4/17  | 圧倒的LØVE                         | 稲場愛香                                                             | 作詞               | シングル「圧倒的LØVE/Pink Temperature」収録 |
| 2024/4/17  | ラベンダー・ブルー                 | 直田姫奈                                                             | 作詞               | 配信シングル |
| 2024/7/24  | My Truth                           | 直田姫奈                                                             | 作詞               | 配信シングル |
| 2024/10/23 | ばっかだな                         | 直田姫奈                                                             | 作詞               | 配信シングル |